# Chapelle Notre-Dame-du-Val de Tilly-sur-Seulles
La chapelle Notre-Dame-du-Val est une chapelle catholique partiellement en ruines située à Tilly-sur-Seulles dans le département français du Calvados en région Normandie.

## Localisation
La chapelle est située dans le département français du Calvados, sur la commune d'Tilly-sur-Seulles.

## Historique
Les circonstances de l'édification de la chapelle ne sont pas connues.
La chapelle dont les vestiges subsistent est bâtie au XIIe siècle, plus précisément de la seconde moitié du siècle selon Arcisse de Caumont.
Cinq chapelains s'en occupaient à la fin du XIVe siècle, mais seulement deux après 1712. L'édifice connaît un regain d'intérêt dans la suite du XVIIIe siècle et elle est rebaptisée du nom d'église Saint-François.
La chapelle était déjà en mauvais état au XIXe siècle car Arcisse de Caumont évoque des restes à son propos. La partie ouest de la chapelle, plus récente selon le même que le reste de l'édifice, était pourvue d'une tour déjà disparue au XIXe siècle.
La chapelle est désaffectée à la fin du XIXe siècle et sert à des usages profanes : grenier, cave, étable et abattoir,.
Elle a été touchée lors de la bataille de Normandie. La ville est lourdement détruite en juin 1944, la bataille de Tilly-sur-Seulles dure du 7 au 19 juin 1944. Après la Seconde Guerre mondiale, la chapelle est en très mauvais état. 
L'édifice fait l'objet d'une restauration en 1974 financée par le département et l'impulsion de Raymond Triboulet et est utilisé comme lieu de mémoire comme Musée de la bataille de Tilly-sur-Seulles.
La chapelle est inscrite au titre des monuments historiques le 11 septembre 1963.

## Description
Arcisse de Caumont considère dans son ouvrage que la chapelle « présente assez d'intérêt pour être visitée ». La porte principale était pourvue d'archivoltes, décorées de zigzags et de losanges, qui ont été heureusement conservées en dépit des aléas subis par l'édifice. Le linteau est en voûte surbaissée. Les fenêtres de l'édifice sont en ogives et Arcisse de Caumont signalait de beaux modillons.

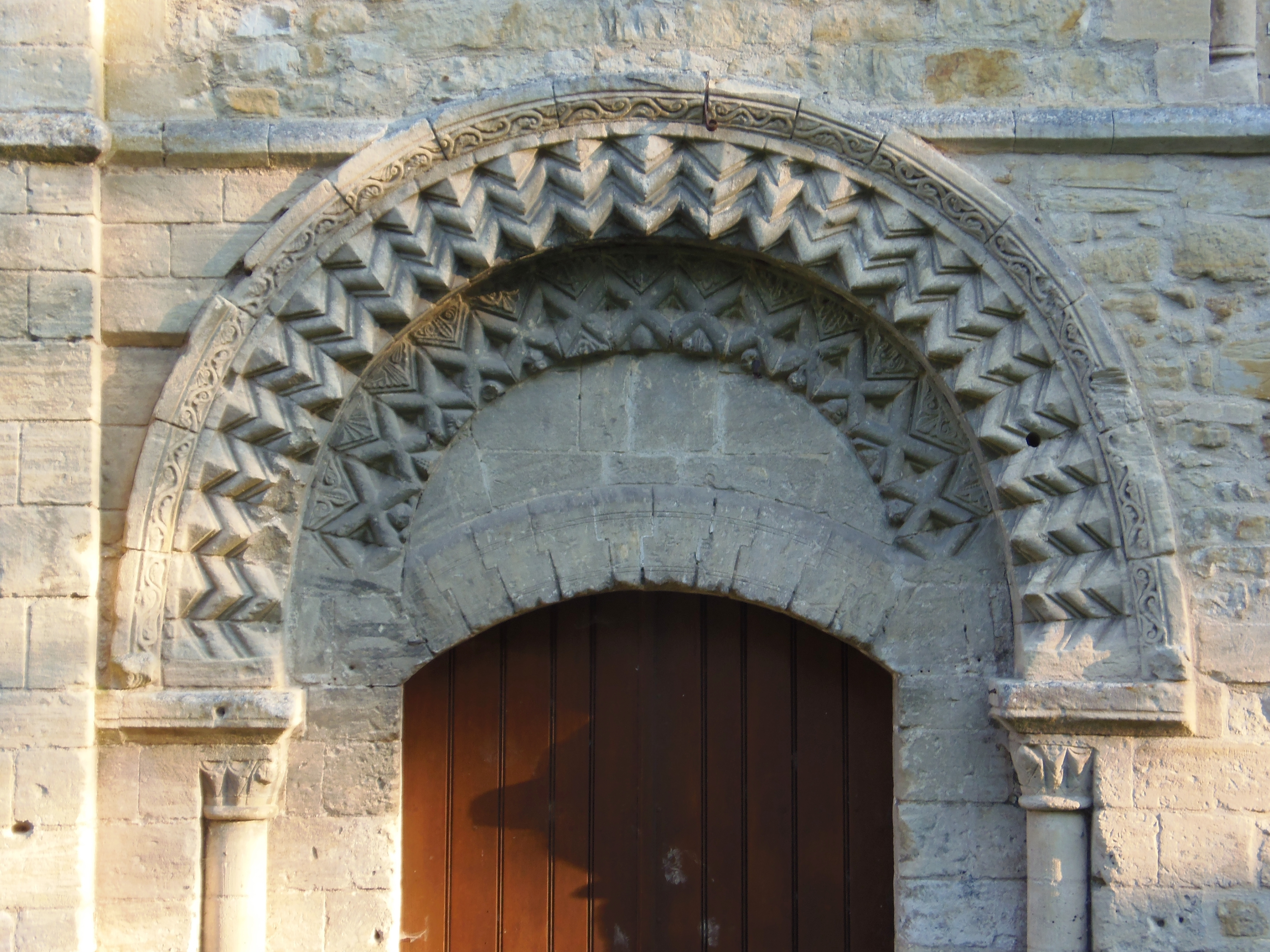
Archivoltes du portail nord de la chapelle Notre-Dame-du-Val.
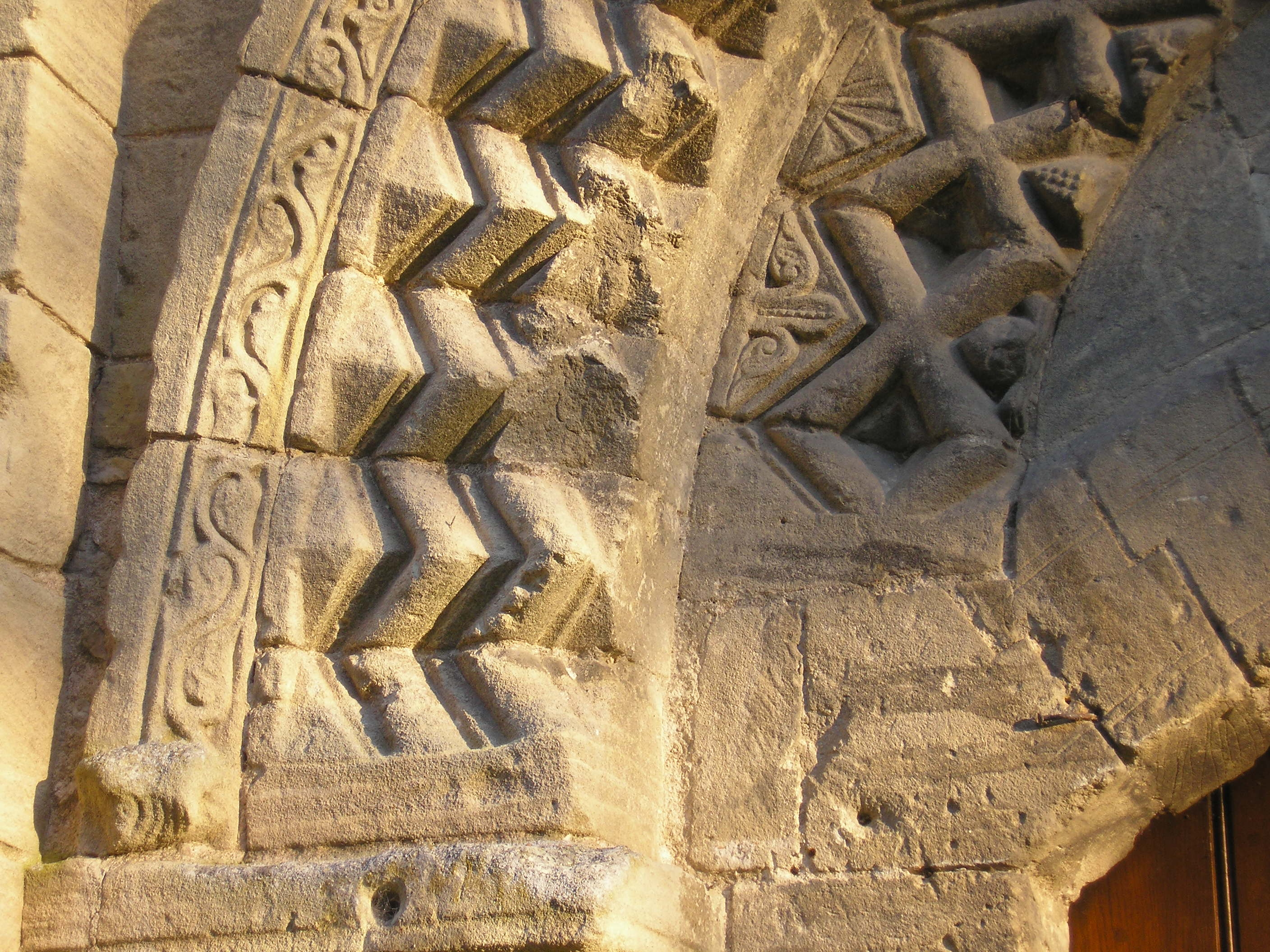
Détail.